# 光さす野辺
『光さす野辺』（ひかりさすのべ）は、東京都小金井市が市制施行60周年を記念し、2018年（平成30年）10月1日に制定した市歌である。

## 解説
市民に小金井市への愛着や郷土愛を高めてもらうべく、彼らにもこの曲の制作に参加してもらっている。作詞は林望が、作曲は信長貴富が担当。
2024年（令和6年）4月1日からは、この曲の編曲バージョンが市内防災行政無線の定時放送「ふれあいメロディー」の曲目に採用されている。
2024年（令和6年）10月1日には、ミュージックビデオがはけの手アニメーションの協力で作られた。